# NGC 500
NGC 500 (PGC 5013) je čočková galaxie v souhvězdí Ryb. Její zdánlivá jasnost je 14,2m, úhlová velikost 0,8′ × 0,6′. Galaxie je vzdálená 551 milionů světelných let. Objevil ji Bindon Blood Stoney v roce 1850 při pozorování na hradě Birr v Irsku u Williama Parsonse, jemuž je objev připisován.